# Васильченко, Юрий Владимирович
Ю́рий Влади́мирович Васи́льченко (бел. Юрый Уладзіміравіч Васільчанка; род. 1 апреля 1994) — белорусский легкоатлет, специалист по метанию молота. Выступает за сборную Белоруссии по лёгкой атлетике с 2011 года, победитель и призёр первенств национального значения, участник летних Олимпийских игр в Токио. Мастер спорта Республики Беларусь международного класса.

## Биография
Юрий Васильченко родился 1 апреля 1994 года.
Начал заниматься лёгкой атлетикой в 2005 году в возрасте 11 лет, проходил подготовку в городе Марьина Горка в Пуховичской детско-юношеской спортивной школе. С 2013 года являлся подопечным тренера Константина Астапковича. Окончил Витебский государственный технологический университет.
Впервые заявил о себе на международном уровне в сезоне 2011 года, когда вошёл в состав белорусской национальной сборной и выступил в метании молота на юношеском мировом первенстве в Лилле.
В 2012 году метал молот на юниорском мировом первенстве в Барселоне.
В 2014 году занял седьмое место в молодёжной категории на Кубке Европы по зимним метаниям в Лейрии.
В 2015 году выиграл серебряную медаль в молодёжной категории на Кубке Европы по зимним метаниям в Лейрии (70,02), тогда как на молодёжном европейском первенстве в Таллине с результатом 70,48 в финале стал шестым. При этом провалил допинг-тест, сделанный в мае на соревнованиях в немецком Френкиш-Крумбахе — в его пробе нашли следы запрещённого вещества и отстранили на четыре года.
По окончании срока дисквалификации в 2019 году Васильченко возобновил спортивную карьеру и, будучи студентом, выступил за Белоруссию на Универсиаде в Неаполе, где с результатом 71,59 занял итоговое шестое место.
В 2020 году выиграл бронзовую медаль на чемпионате Белоруссии в Минске (71,82).
В 2021 году стал чемпионом Белоруссии в метании молота (72,82), выступил на Кубке Европы по метаниям в Сплите, победил на международном турнире в Чехии, тогда как на соревнованиях в Кишинёве установил свой личный рекорд — 77,81 метра. Выполнив олимпийский квалификационный норматив (77,50), удостоился права защищать честь страны на летних Олимпийских играх в Токио — на предварительном квалификационном этапе метнул молот на 74 метра ровно, чего оказалось недостаточно для выхода в финал.